# Perevozi járás

A Perevozi járás a Nyizsnyij Novgorod-i területen

A Perevozi járás (oroszul Перевозский район) Oroszország egyik járása a Nyizsnyij Novgorod-i területen. Székhelye Perevoz.

## Népesség
- 1989-ben 17 146 lakosa volt.
- 2002-ben 18 024 lakosa volt, melynek 95,1%-a orosz, 2,4%-a csuvas, 0,6%-a tatár, 0,5%-a ezid, 0,4%-a mordvin, 0,4%-a ukrán, 0,3%-a mari, 0,1%-a fehérorosz.
- 2010-ben 16 519 lakosa volt, melynek 93,1%-a orosz, 1,6%-a csuvas.